# إسيهارا (كاناغاوا)
إسيهارا (باليابانية: 伊勢原市 إسيهارا-شي) هي مدينة يابانية تقع في محافظة كاناغاوا.
تم تأسيس المدينة في 1 مارس، 1971.
يمر خط أوداكيو للقطارات في محطة إسيهارا.

## اقتصاد
- صناعة
  - شركة أمادا لصناعة آلات تشغيل المعادن
  - أوجي سيشي لصناعة الورق
  - مركز نيسان التقني للأبحاث

## أعلام
- يوشيوكي كامي
- شينوبو ياغوتشي
- سايكو شيمازو
- شينري شيورا

## وصلات خارجية
- الموقع الرسمي باللغة اليابانية.